# Ван Сяобо
Ван Сяобо (кит.: 王小波; піньїнь: Wáng Xiǎobō; нар. 13 травня 1952 — 11 квітня 1997) — китайський есеїст та письменник, твори якого стали відомими після його смерті.

## Життєпис

### Дитинство та родинні зв'язки: 1952—1967
Ван Сяобо народився у Пекіні, в 1952 році, того ж року його батька, відомого логіка Ван Фан Міна, який на той час викладав на філософському факультеті Ренмінського університету, було виключено з лав Комуністичної партії Китаю. Його батько ще у 1935 році приєднався до комуністичного студентського руху у префектурі Яньань, після того, як китайська партизанська армія здійснила «Великий Похід», пройшовши з боями 12 тис. кілометрів у 1934—1935 роках. На початку 50-х років Ван Фан Мін працював у Міністерстві освіти, але у 1952 році втратив свою посаду, поновивши партійну приналежність лише у 1979 році, після завершення Культурної Революції. Мати Ван Сяобо народилася у провінції Шаньдун та також працювала у Міністерстві освіти КНР, саме вона обрала ім'я «Сяобо», що означає «маленька хвиля». Ван Сяобо був четвертою дитиною в родині та «другим сином» (Er) серед п'яти дітей. Його старший брат Ван Сяопін навчався у засновника математичної та символічної логіки в Китаї — Сін Ядіна (Shen Youding), та у 1988 році отримав ступінь доктора філософії у Тулейнському університеті, США.

### Перебування у провінціях Юньнань та Шандун: 1968—1972
На початку Культурної Революції у 1968 році Ван Сяобо разом із іншими підлітками з «інтелектуальних сімей» вирушив на ферми до провінції Юньнань, розташованої на півдні Китаю біля кордону з Таїландом, на «перевиховання працею». Він провів там два роки, враження від яких стали матеріалами для написання трилоґії «Золоте століття». Згідно з його матір'ю та братом, Ван Сяобо покинув Пекін за власним бажанням.
В 1971 році його перевели до провінції Шаньдун на північному сході Китаю, де він почав викладати у школі.

### Робітник на фабриці: 1972—1978
В 1972 році йому дозволили повернутися до Пекіну, де він став працювати на фабриці наукових інструментів, у 1974 році він перейшов на фабрику напівпровідників, де працював до 1978 року. Цей період було пізніше відображено в його новелі «Кохання та Революція» та в інших творах.
У 1977 році він познайомився з соціологом та ЛГБТ-активісткою Лі Іньхе (Li Yinhe), яка в той час працювала редактором у газеті «Guangming Daily».

### Студентські роки: 1978—1988
У 1978 році він вступив до Ренмінського університету Китаю, де навчався на факультеті Бізнесу та економіки. У 1980 році Ван Сяобо та Лі Іньхе одружилися. З 1982 по 1984 роки, після отримання бакалаврського диплому, Ван Сяобо був викладачем цього університету, та почав писати «Золоте століття». У 1984 році він разом зі своєю дружиною вирушив до Піттсбургського університету, де отримав маґістерську ступінь у 1988 році на базі Центру азійських досліджень. Там він почав писати новелу у стилі чуаньци (chuanqi — «дивні історії») династії Тан, яка пізніше отримала назву «Бронзове століття». Протягом цих років Ван Сяобо та Лі Іньхе багато подорожували Сполученими Штатами та Західною Європою, про що Ван Сяобо пізніше писав у своїх есеях.

### Життя у Пекіні: 1989—1997
Після повернення до Китаю Ван Сяобо протягом трьох років викладав на соціологічному факультеті Пекінського університету, саме під час студентських заворушень на площі Тяньаньмень та репресій, які стали наслідком цих подій.
У січні 1992 року вийшла друком наукова праця Лі Іньхе та Ван Сяобо «Їхній світ: дослідження чоловічих гомосексуальних спільнот у Китаї» (1992), матеріали якої сталися у нагоді при написанні новели Ван Сяобо «Почуття наче вода», пізніше екранізованої під назвою «Східний Палац, Західний Палац» (1996, реж. Чжань Юань). За сценарій до цього фільму Ван Сяобо отримав нагороду на Міжнародному кінофестивалі в Аргентині.
Тільки коли Ван Сяобо залишив Пекінський та Ренмінський університет, влітку 1992 року він вирішив видати новелу «Золоте століття», над якою працював більше десяти років. Після публікації роману він звільнився у вересні з посади та став письменником-фрілансером.
Протягом наступних п'яти років твори Ван Сяобо ставали все відомішими у КНР та Тайвані, де він отримав кілька літературних премій.
Протягом 1995—1997 років есеї Ван Сяобо були опубліковні в декількох впливових журналах: таких як Nanfang Zhoumo, Dushu та Dongfang. Пізніше вони вийшли друком у збірці «Задоволення від мислення».
11 квітня 1997 року Ван Сяобо помер у своїй квартирі від серцевого нападу.

### «Феномен Ван Сяобо»
У травні 1997 року вийшло друком трьохтомне зібрання творів Ван Сяобо.
Перше видання його трилоґії — Золоте століття, Срібне століття та Століття Бронзи — розійшлося накладом понад 80 тис. примірників, та було обране до десятки найбільш впливовіших литературних творів у Китаї в 1997 році. Того ж року було надруковано дві збірки його есеїв у жанрі zawen — «Моя духовна домівка» та «Мовчазна більшість».
Незважаючи на популярність творів Вана Сяобо після його смерті, представники академічної спільноти у Китаї не приділяли йому значної уваги, за виключенням професорки Університету Сунь Ятсена Ай Сяомінь (Ai Xiaoming), яка, разом із Лі Іньхе видала збірку матеріалів про Ван Сяобо під назвою «Лицар-романтик» (1997). В цій книзі Ван Сяобо було названо «мандрівним ліричним поетом» та «ліберальним мислителем».
Через п'ять років після смерті Вана Сяобо група шанувальників його творчості видала збірку розповідань, написаних у стилі його творів, під назвою «Собаки, що бігають біля дверей Ван Сяобо» (2002).
11 квітня 2005 року в Музеї Лю Сіня у Пекіні відкрилася виставка, присвячена життю та творчості Ван Сяобо.

### Праці Ван Сяобо
| - 1990 Китайська таємна історія (唐人秘传故事) — новела - 1992 Король, романтична історія (王二风流史) — новела - 1992 Золоте століття (黄金时代) — новела - 1995 Світ майбутнього (未来世界) — збірка оповідань - 1996 Радість мислення (思维的乐趣) — збірка есеїв - 1997 Золоте століття (黄金时代), друге видання — новела - 1997 Срібне століття (白银时代) — новела | - 1997 Бронзове століття (青铜时代) — новела - 1997 Моя духовна домівка (我的精神家园) — збірка есеїв - 1997 Мовчазна більшість (沉默的大多数) — збірка есеїв - 1997 Утопія та правитель-філософ (理想国与哲人王) — збірка есеїв - 1998 Століття заліза (黑铁时代) — новела - 1998 Назавжди (地久天长) — збірка оповідань - 2004 Листування з Лі Іньхе (爱你就像爱生命) — листування |

А також:
- 1992 Їхній світ: дослідження чоловічих гомосексуальних спільнот у Китаї (他们的世界——中国男同性恋群落透视) — в співпраці з Лі Іньхе, моноґрафія.

### Ван Сяобо у перекладах
1. Wang Xiaobo. L'Age d'or / traduit par Jacques Seurre, préface de Michel Bonnin. — Versailles, Editions du Sorgho, 2001. — 146 p. — ISBN 2914446012.
2. Wang Xiaobo. Wang in love and bondage: three novellas / by Wang Xiaobo; translated and with an introduction by Hongling Zhang, Jason Sommer. — New York: State University of New York Press, 2007. — 169 p. — ISBN 0791470652.
3. Ван Сяобо. В чем главная беда интеллигенции / Перевод Е. Завидовской // Китайские метаморфозы: современная китайская художественная проза и эссеистика / Сост. Д. Н. Воскресенский. — Москва: Восточная литература, 2007. — 525 с. — ISBN 978-5-02-036318-2.
4. Ван Сяобо. Чем отличается счастье Востока от счастья Запада / Перевод Е. Завидовской // Китайские метаморфозы: современная китайская художественная проза и эссеистика / Сост. Д. Н. Воскресенский. — Москва: Восточная литература, 2007. — 525 с. — ISBN 978-5-02-036318-2.